# Hiệp định thương mại tự do ASEAN-Trung Quốc
ASEAN và Trung Quốc ký Hiệp định khung về Hợp tác kinh tế toàn diện tháng 11/2002. Trên cơ sở Hiệp định khung, hai bên tiếp tục đàm phán và ký kết các Hiệp định về Thương mại Hàng hóa (có hiệu lực từ tháng 7/2005), Hiệp định về Thương mại Dịch vụ (có hiệu lực từ tháng 7/2007), Hiệp định về Đầu tư (có hiệu lực từ tháng 2/2010) nhằm thiết lập Khu vực thương mại tự do ASEAN – Trung Quốc. Tháng 11/2015, ASEAN và Trung Quốc ký Nghị định thư sửa đổi Hiệp định khung và các Hiệp định liên quan, trong đó có nhiều nội dung cam kết mới về Hàng hóa, Dịch vụ và Đầu tư. Nghị định này có hiệu lực từ tháng 5/2016.
ASEAN và Trung Quốc đã phê chuẩn Nghị định thư nâng cấp ACFTA, sẽ tạo ra những thay đổi đối với Hiệp định Thương mại Tự do ASEAN-Trung Quốc (ACFTA) bằng cách đơn giản hóa các quy tắc xuất xứ, thủ tục hải quan, các biện pháp tạo thuận lợi thương mại và các quy định đầu tư.
Việt Nam - Trung Quốc
Nội dung cam kết cắt giảm thuế của Việt Nam trong khuôn khổ Khu vực Mậu dịch Tự do ASEAN-Trung Quốc (ACFTA) được điều chỉnh bởi Hiệp định Khung về Hợp tác Kinh tế toàn diện ASEAN-Trung Quốc được các nhà lãnh đạo Thượng đỉnh ASEAN và Trung Quốc ký ngày 4/11/2002 tại Campuchia (gọi tắt là Hiệp định Khung), Hiệp định Thương mại Hàng hoá ASEAN-Trung Quốc được ký kết ngày 29/11/2004 tại Lào, tiếp đó Biên bản ghi nhớ giữa Việt Nam-Trung Quốc ký ngày 18/7/2005 tại Trung Quốc (MOU). Hiệp định bắt đầu có hiệu lực từ ngày 1/1/2006.
(i) Việt Nam cam kết cắt giảm thuế quan trong ACFTA
Việt Nam cam kết xóa bỏ thuế quan của 90% số dòng thuế trong vòng 10 năm, linh hoạt đến lộ trình cuối cùng vào năm 2018. Số dòng thuế còn lại Việt Nam cam kết cắt giảm về từ 5% đến 50% vào cuối lộ trình là năm 2020. Để thực hiện cam kết của Việt Nam, Bộ Tài chính đã ban hành Thông tư 166/2014/TT-BTC ngày 14/11/2014 của Bộ trưởng Bộ Tài chính ban hành Biểu thuế nhập khẩu ưu đãi đặc biệt để thực hiện Hiệp định Thương mại hàng hóa ASEAN – Trung Quốc (ACFTA) giai đoạn 2015-2018, có hiệu lực thi hành từ ngày 1/1/2015.
- Từ 1/1/2015, Việt Nam cắt giảm thêm 3691 dòng thuế xuống 0% so với năm 2014 (nâng số dòng thuế cắt giảm về 0% là 7983 dòng, chiếm 84,11% tổng biểu), tập trung vào các nhóm mặt hàng: chất dẻo & chất dẻo nguyên liệu, đồ nội thất & các sản phẩm từ gỗ, máy móc thiết bị, linh kiện phụ tùng, máy vi tính và các sản phẩm linh kiện điện tử, vải may mặc, nguyên phụ liệu dệt may, da giầy, sản phẩm dệt may, và một số sản phẩm sắt thép. Thuế suất 2016, 2017 giữ nguyên so với năm 2015.
- Từ 1/1/2018, có thêm 588 dòng thuế cắt giảm xuống 0% nâng số dòng thuế cắt giảm về 0% lên 8571 dòng, chiếm 90,3% tổng biểu, gồm một số mặt hàng chế phẩm từ thịt, chế phẩm từ rau quả, ngũ cốc, động cơ điện, hàng gia dụng, hóa chất, linh kiện phụ tùng ô tô, vật liệu xây dựng, nhựa, cao su, giấy...
- Đến năm 2020, có khoảng 475 dòng thuế nhạy cảm được cắt giảm xuống 5% gồm các sản phẩm sắt thép, cáp điện, sản phẩm điện gia dụng; các sản phẩm cao su, gốm sứ, giấy, xi măng, nhựa và các sản phẩm công nghiệp khác; các chế phẩm nông nghiệp đã qua chế biến; một số dòng xe tải và xe chuyên dụng...
- Những dòng duy trì thuế suất cao hoặc không cam kết cắt giảm thuế quan gồm 456 dòng thuế, gồm: trứng gia cầm, đường, thuốc lá, động cơ, phương tiện vận tải (ô tô, xe máy trừ xe tải 6-10 tấn), xăng dầu, sắt thép, vật liệu xây dựng, một số mặt hàng liên quan đến an ninh quốc phòng.
(ii) Trung Quốc cam kết cắt giảm thuế quan dành cho Việt Nam
- Trung Quốc cam kết xóa bỏ thuế quan đối với 95% số dòng thuế vào  năm 2011. Số dòng thuế nhạy cảm còn lại, Trung Quốc cam kết cắt giảm về 5% đến 50% vào cuối lộ trình là năm 2018.
- Đến năm 2015, Trung Quốc có 7845 dòng thuế cắt giảm về 0%, chiếm tỷ lệ 95,35% tổng số dòng thuế và chiếm 91,59% tổng kim ngạch nhập khẩu từ Việt Nam. Thuế suất trung bình của biểu thuế Trung Quốc dành cho ASEAN giai đoạn 2015-2017 là 0,73%/năm và năm 2018 là 0,56%/năm.
- Một số mặt hàng Trung Quốc còn duy trì thuế suất gồm ngũ cốc và các sản phẩm từ ngũ cốc; cà phê, chè, gia vị; xăng dầu; phân bón các loại; nhựa nguyên liệu; vải may mặc; nguyên liệu dệt may, da giày; động cơ, máy móc thiết bị; ô tô, động cơ, bộ phận phụ tùng của ô tô; đồ nội thất...